# Alphonse-Nicolas Crépinet
Alphonse-Nicolas Crépinet est un architecte français né à Paris le 16 octobre 1826, où il est mort le 15 avril 1892.
Il est l'élève de Joseph Uchard et de Louis Visconti à l'école des beaux-arts de Paris. Il est membre de la Société centrale des architectes.

## Biographie
En 1848, il entre en loge pour participer au concours du Grand Prix.
Il est inspecteur des travaux dans l'agence Lefuel du Nouveau Louvre voulu par Napoléon III, entre 1852 et 1857.
En 1858, il construit l'hôtel de la Compagnie générale du Crédit espagnol, à Madrid.
En 1859, il est inspecteur des travaux du tombeau de Napoléon Ier aux Invalides, il réalise le tombeau de Joseph Bonaparte dans la chapelle Saint-Augustin de l'église Saint-Louis-des-Invalides. Il a dirigé les travaux de restauration du dôme de l'église Saint-Louis dans les années 1862-1868.
Quand l'opération de conception et de construction du Grand Hôtel commence, en 1860, l'architecte chargé de l'opération pour les frères Pereire, Alfred Armand fait appel à lui pour diriger l'équipe d'architectes gérant le projet.
Il fait équipe avec Botrel pour participer au concours lancé fin décembre 1860 pour le nouvel Opéra de Paris. Il fait partie des cinq lauréats retenus pour participer à la phase finale du concours qui a été remporté par Charles Garnier.
Associé à Alfred Armand, il a participé aux opérations d'urbanisme de la plaine Monceau pour les frères Pereire, en particulier pour la place du Maréchal-Juin, la place du Brésil, place de Wagram, boulevard Pereire.
Il construit l'hôtel des Roches Noires de Trouville-sur-Mer,, entre 1866 et 1868.
Auteur d'un rapport (octobre 1875) sur la solidité et les conditions de construction de l'église Sainte-Marguerite du Vésinet (1864), bâtie en béton aggloméré selon le procédé Coignet. 
Architecte du gouvernement, il réalise la section française de l'Exposition universelle de 1878.

## Distinctions
- Chevalier de la Légion d'honneur en 1869.